# Thomas van Bommel
Thomas van Bommel (Meerssen, 11 juli 2002) is een Nederlands voetballer die als middenvelder voor Patro Eisden speelt.

## Carrière
Thomas van Bommel speelde in de jeugd van Fortuna Sittard, SV Meerssen en MVV Maastricht. In het seizoen 2019/20 zat hij enkele wedstrijden bij de selectie van het eerste elftal, maar hij debuteerde pas voor MVV in het seizoen erna. Dit debuut vond plaats op 22 september 2020, in de met 2-0 verloren uitwedstrijd tegen FC Den Bosch. Hij kwam in de 88e minuut in het veld voor Jelle Duin. Van Bommel maakte op 30 oktober zijn eerste doelpunt in de uitwedstrijd tegen Helmond Sport. Hij maakte in blessuretijd de 1-1. van Bommel speelde drie seizoenen bij MVV Maastricht en speelde 47 wedstrijden voor MVV. en speelde het laatste seizoen met zijn broer Ruben van Bommel. In 2023 verruilde hij MVV transfervrij voor Patro Eisden dat hem in het seizoen 2024/25 verhuurde aan Bocholt.

## Clubstatistieken
| Seizoen                        | Club           | Land           | Competitie            | Competitie | Competitie | Beker | Beker | Totaal | Totaal |
| Seizoen                        | Club           | Land           | Competitie            | Wed.       | Dlp.       | Wed.  | Dlp.  | Wed.   | Dlp.   |
| ------------------------------ | -------------- | -------------- | --------------------- | ---------- | ---------- | ----- | ----- | ------ | ------ |
| 2019/20                        | MVV Maastricht | Nederland      | Eerste divisie        | 0          | 0          | 0     | 0     | 0      | 0      |
| 2020/21                        | MVV Maastricht | Nederland      | Eerste divisie        | 13         | 1          | 1     | 0     | 14     | 1      |
| 2021/22                        | MVV Maastricht | Nederland      | Eerste divisie        | 18         | 0          | 1     | 0     | 19     | 0      |
| 2022/23                        | MVV Maastricht | Nederland      | Eerste divisie        | 16         | 0          | 0     | 0     | 16     | 0      |
| Clubtotaal                     | Clubtotaal     | Clubtotaal     | Clubtotaal            | 47         | 1          | 2     | 0     | 49     | 1      |
| 2023/24                        | Patro Eisden   | België         | Challenger Pro League | 0          | 0          | 0     | 0     | 0      | 0      |
| Clubtotaal                     | Clubtotaal     | Clubtotaal     | Clubtotaal            | 0          | 0          | 0     | 0     | 0      | 0      |
| Carrièretotaal                 | Carrièretotaal | Carrièretotaal | Carrièretotaal        | 47         | 1          | 2     | 0     | 49     | 1      |
| Bijgewerkt op 14 augustus 2023 |                |                |                       |            |            |       |       |        |        |

## Privé
Hij is een zoon van Mark van Bommel en een kleinzoon van Bert van Marwijk. Zijn broer Ruben van Bommel voetbalt voor PSV.